# Jeanne Marguillard
Jeanne Marguillard, née le 28 mai 1910 à Reims et morte le 27 février 1993 à Besançon, est une organiste française.

## Biographie
Née en 1910 de parents lorrains, Jeanne Marie Andrée Marguillard étudie le piano à Paris avec Isidor Philipp et Yves Nat, de même que l'orgue avec Louis Vierne, Marcel Dupré ainsi que Maurice Duruflé et Henri Potiron. Organiste suppléante de Vierne à la cathédrale Notre-Dame de Paris dans les années 1930, elle est nommée en 1934 organiste titulaire du grand orgue de l'église Sainte-Madeleine de Besançon, un poste qu'elle occupera jusqu'à sa mort,,.  Elle est également organiste titulaire à l'église Saint-Joseph de Besançon de 1947 à 1993,. Professeur d'orgue, elle a notamment pour élèves Maurice Moerlen, Yves Cuenot, Michel Roger et Michel Chapuis,.
Grande interprète de la musique d'orgue de son temps, elle a été soliste de la radiodiffusion française et suisse,. D'un caractère enthousiaste et énergique, avec l'esprit très créatif, elle a donné de nombreux concerts à travers le monde.
Sa sœur Andrée Marguillard (1923-2008), élève de Marguerite Long et de Magda Tagliaferro, fut aussi une professeur de piano reconnue et soliste à la radiodiffusion française. Les deux sœurs créèrent leur propre école de musique privée en 1954. Les "sœurs Marguillard" furent des figures populaires des quartiers de la vieille ville de Besançon.
Jeanne Marguillard meurt à Besançon le 27 février 1993. Elle laisse deux lettres adressées en juillet 1948 à Norbert Dufourcq.

## Discographie
Elle enregistre six disques, notamment de musique sacrée.